# Crossandra acutiloba
Crossandra acutiloba är en akantusväxtart som beskrevs av K. Vollesen. Crossandra acutiloba ingår i släktet Crossandra och familjen akantusväxter. Inga underarter finns listade i Catalogue of Life.